# 工業暗化

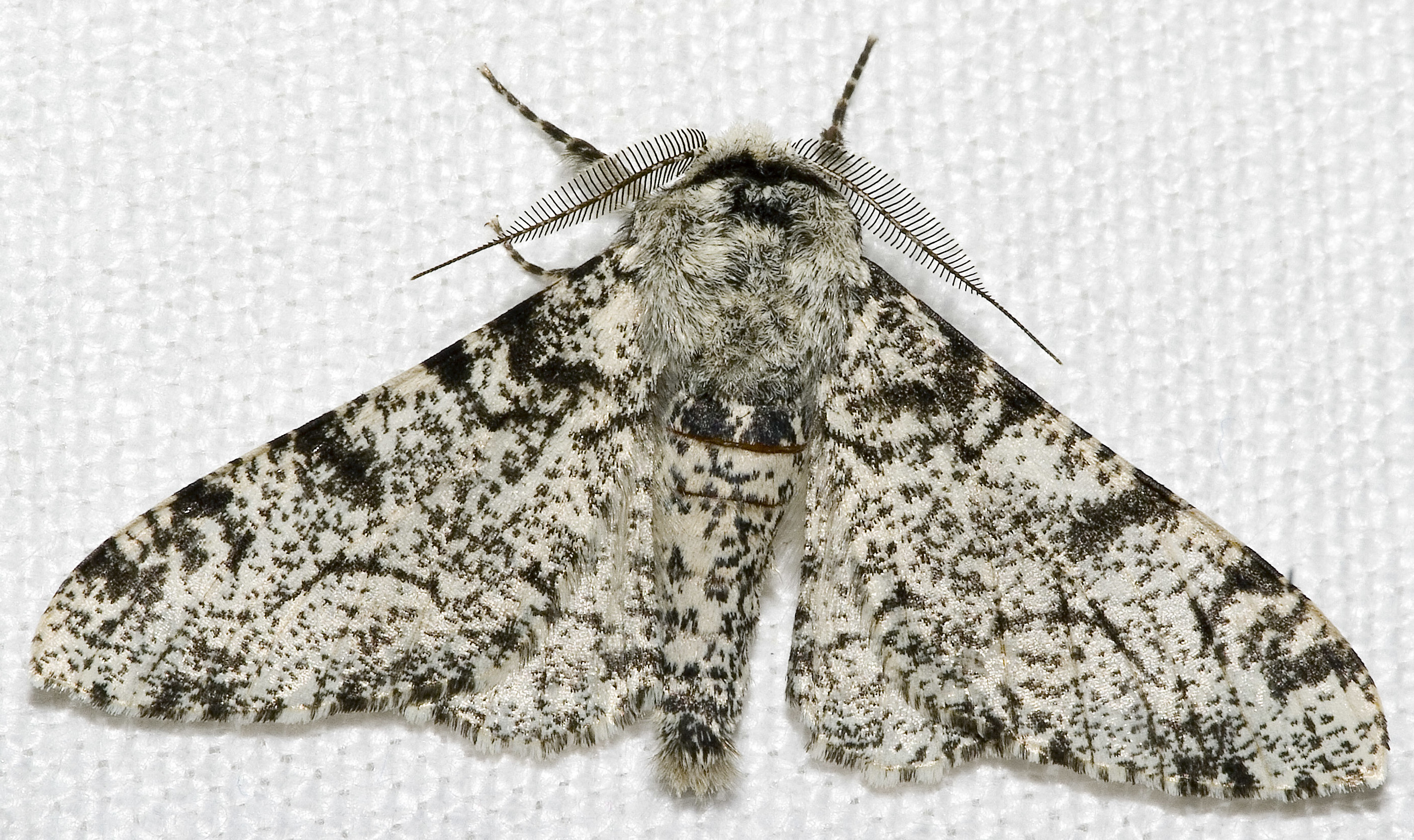
'白い体色を持つオオシモフリエダシャク　Biston betularia f. typica'

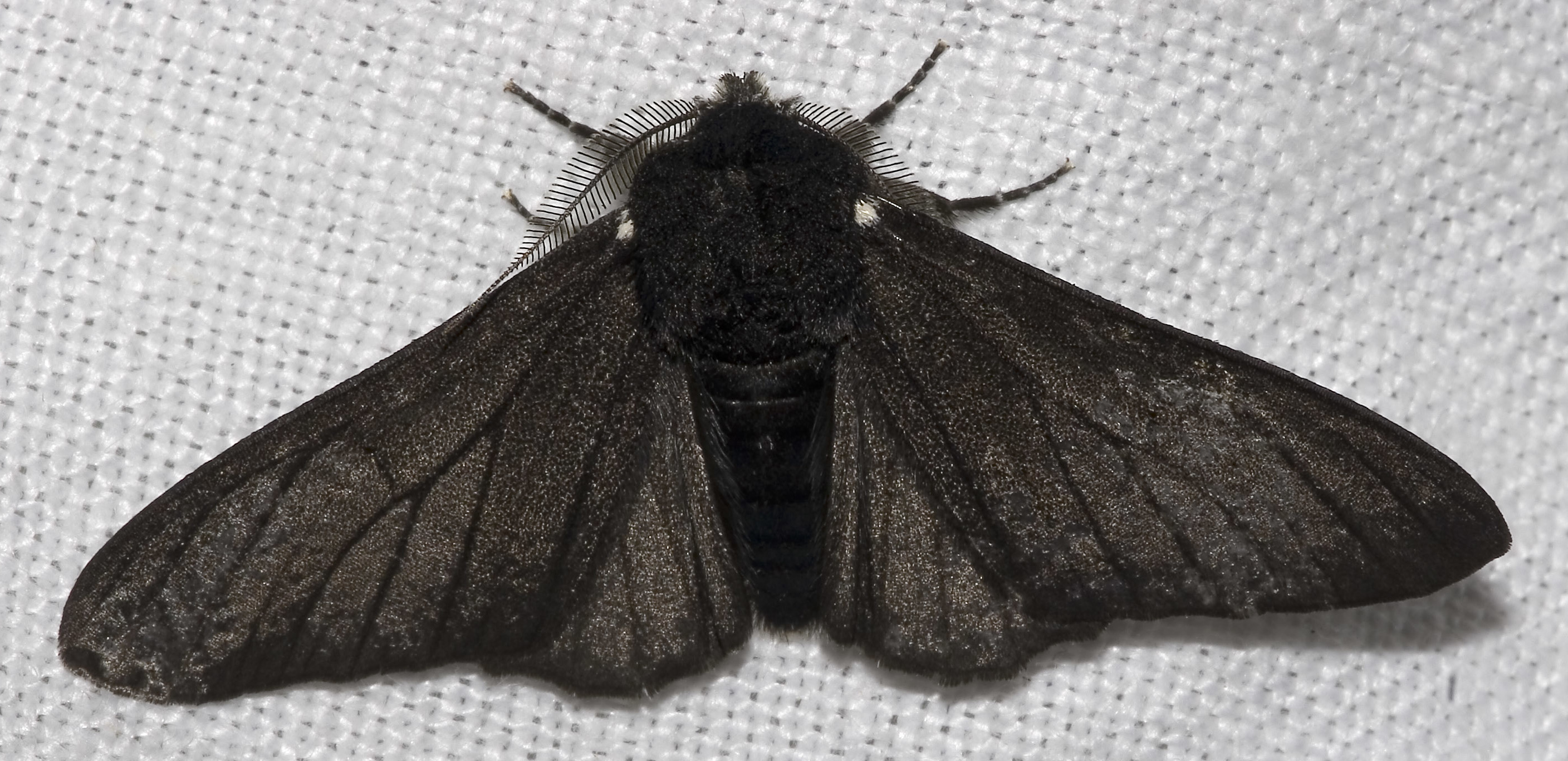
黒い体色を持つBiston betularia f. carbonaria

工業暗化（こうぎょうあんか、英: industrial melanism）は、「19世紀後半から、ヨーロッパの工業都市が発展するにつれて、その付近に生息するガ（蛾）に暗色の変異が増加した」という現象を指すための用語である。

## 概説
「工業暗化」の例としては、しばしばオオシモフリエダシャク（Biston betularia）が言及される。もともと、ほとんどのオオシモフリエダシャクは明るい体色をしており（淡色型；f.typica）、明るい色をした木や苔の上では効果的な保護色となっていたが、19世紀半ばごろから黒い色の個体（暗化型；イギリスのものはf.carbonaria）が報告され始め、一部の個体群ではほとんどを暗化型が占めるに至った。最初に注目されたのはイギリスであったが、その後はヨーロッパの各地で見られるようになった。当時は産業革命の初期にあたり、イギリスのロンドンからマンチェスターにかけての地域では、石炭を燃やすことによって生じる大気汚染のため、コケのほとんどが死に絶え、木の樹皮はすすで黒く汚れていた。また一部の研究者は、淡色型は田舎に多い傾向があり、暗化型は工業化された地域に多いことを報告した。これらの事実を結びつけ、「黒くなった景観においては、暗化型のほうが生きのびるうえで有利なのだ」という自然選択説ベースの説明がされるようになる。
そして環境汚染に応じて個体群が暗化（黒化）することを指す「工業暗化」の語が作り出された。この現象は単純でわかりやすく、オオシモフリエダシャクは自然選択による進化を説明したり例示するときに使われる代表的な例となった。また「工業暗化」は、集団の遺伝的構成の推移が観察された顕著な例としても取り上げられる。
オオシモフリエダシャクの工業暗化の主要因が、鳥による蛾の捕食に起因する自然選択であることは、様々な実験や観察データの積み重ねから実証されているが、初期の実験については、その手法や想定に批判があった。そうした批判がジャーナリストや創造論者に歪められて拡大解釈され、工業暗化の検証自体が科学的不正による詐欺であるかのような主張がなされたこともある。しかし、さらなる検証の積み重ねと知見の追加により、科学的に正当な批判については既に解消されている。ただし、オオシモフリエダシャクの工業暗化をもたらした自然選択の構成要素として、鳥の捕食以外も関わっているかどうかには現在でも議論の余地がある。
なお、蛾以外の生物の体色が暗化した現象についても、この工業暗化の説明やそれに類似した説明が持ち出されることがあるが、そうした説明は必ずしも正しいとは限らない。

## オオシモフリエダシャクの表現型頻度の増減

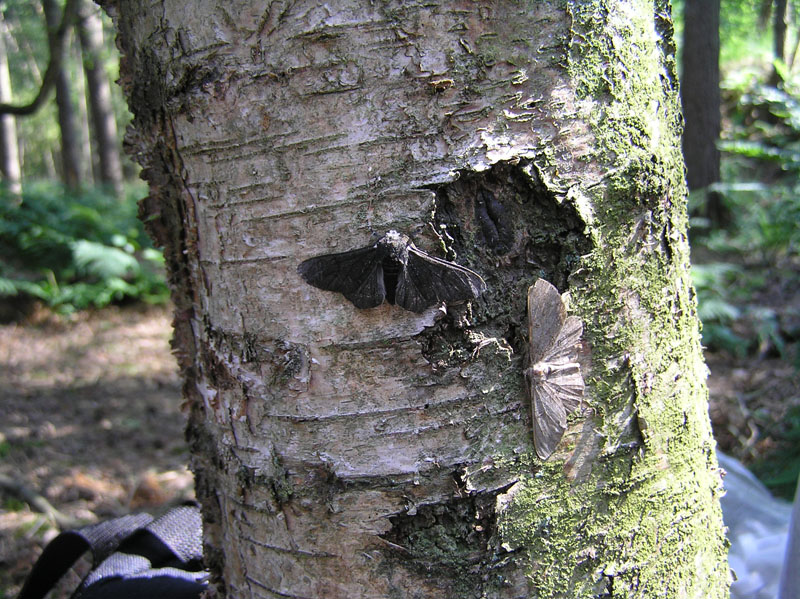
汚染されていない木では白い個体の方がうまくカモフラージュされており、捕食から逃れやすい。

暗化型の増加はヨーロッパと北アメリカのオオシモフリエダシャク個体群でおきた。暗化型個体の割合の増加に関する情報は乏しいが、その後の暗化型個体の割合の低下については、より詳しく調べられている。
産業革命の前は、オオシモフリエダシャクのほとんどは、明るい地にわずかな黒いまだら模様を持つ淡色型ばかりだった。黒いオオシモフリエダシャク個体の最初の標本は、1811年以前の由来不明のものである。暗化型（f. carboniana）と見なせる最初の個体は、1848年にマンチェスターで捕獲されたものである。16年後の1864年にはR.S.エドルストンによる報告がある。エドルストンは1864年までにマンチェスターの彼の庭では黒い個体がより普通に見られるようになったと述べた。スチュワードは地域ごとのオオシモフリエダシャクの最初の記録についてデータを集め、暗化型個体は一つの突然変異体に由来し、その後各地に分散したものだと推測した。1895年までにマンチェスターにおける暗化個体の頻度は98%にまで達した。
現代ではヨーロッパと北アメリカのより厳しい大気環境基準によって、汚染は減少し、それにともなって、1962年から現在に至るまで暗化型の頻度は着実に減少している。暗化型個体の減少は、科学研究の厳格化もあり、増加したときよりも正確に調べられた。特にバーナード・ケトルウェル（en:Bernard Kettlewell）は1956年に全国的な調査を行った。1996年には同様の調査をブルース・グラントが、2003年にはL.M.クックが行った。
同様の結果はアメリカでも観察された。日本では暗化型の蛾は見つかっていない。これは日本のエダシャク蛾が工業化された地域に生息していないからだと考えられている。

## 「鳥による捕食率の差」仮説の提唱
J.W.タットは、オオシモフリエダシャクの暗化個体の増加の要因は自然選択であると考え、この自然選択をもたらしたものとして1896年に「鳥による捕食率の差」仮説を提唱した。暗化型個体は葉状コケ（葉状地衣類）に被われていない黒い幹の上では優れたカモフラージュとなる。一方、明るい個体はコケに被われた白い幹の上で優れたカモフラージュとなる。結果として、鳥はうまくカモフラージュしていないほう個体をより頻繁に見つけて食べることになる。汚染された地域では暗化型が有利だが、汚染されていない地域では淡色型が有利かもしれない。のちにオオシモフリエダシャクの鳥による捕食についてのさまざまな実験が行われ、いずれもこの仮説を支持する結果となる。

## 代替仮説
オオシモフリエダシャクの工業暗化の要因について、鳥の捕食による自然選択以外の要因を主張する代替仮説は主に1920年代から1930年代にかけて提案された。

### 化学的誘発説
ジョン・ウィリアム・ヘスロップ＝ハリソン(1920)はタットの捕食仮説を否定した。そして代わりに汚染物質が生物の体細胞と生殖細胞の変化の原因となり得るという仮説を提唱した。この仮説はおそらく1890年代に提唱されていたラマルキズムの一種にルーツを持っている。歴史的な文脈に注意することは重要である。
ヘイズブローク（1925）は最初にこの仮説の検証を試みた。彼は大気汚染がチョウ類の生理に影響を与え、黒い色素の過剰生成を引き起こすと主張した。彼は蛾のまゆを様々な種類の汚染ガス（たとえば硫化水素、アンモニア、ピリジン）に曝した。その研究で8つの種が使われた。そのうち暗化しなかった4つの種はチョウだった。フォード（1964）はヘイズブロークの例で示された変異型は、暗化を示しておらず、またヘイズブロークは遺伝学を理解できなかったと主張した。
ヘスロップ＝ハリソン(Harrison&Garrett 1926, Harrison 1928)は工業地帯の暗化型個体の増加は捕食による選択のためでなく、「突然変異圧」のためであると主張した。彼は、大気中の汚染粒子に含まれていた鉛やマンガンの塩がメラニン生成の遺伝子に変異を引き起こし、それ以外が引き起こしたのではないと主張した。ヘスロップ＝ハリソンはSelenia bilunariaとTephrosia bistortataを用いた。幼虫にこれらの塩を含んだ葉を食べさせると暗化が起きた。だが同様の実験を行ったヒューズ・マッケンニー(1932)やトマセンとレムシェ（1933）はこの現象を再現することができなかった。統計学者で遺伝学者のロナルド・フィッシャーはヘスロップ＝ハリソンの操作が不適切であったことを示した。しかしヘスロップ＝ハリソンの仮説はブリーディング実験によって反証されたように見える。

## オオシモフリエダシャクの暗化の遺伝的背景
交配実験から、オオシモフリエダシャクの暗化型個体か淡色型個体かは遺伝的なものであり、暗化型個体か淡色型個体かを決めるのは一つの遺伝子座上にある対立遺伝子であると推定された。黒い体色にかかわる対立遺伝子が顕性（優性）で、白い体色にかかわる対立遺伝子は潜性（劣性）である。また、オオシモフリエダシャクの工業暗化はイギリスとアメリカでそれぞれ起こっているが、一見すると区別できないイギリスの暗化型個体（f.carboniana）とアメリカの暗化型個体（f.swettaria）について、遺伝的分析と交雑実験は、どちらも暗化型の表現型は常染色体の顕性な形質として受け継がれ、これらの表現型は同一の遺伝子座にあるアイソアレル（isoallele；別々の対立遺伝子）によって生み出されていることを示している。これは二つの地域における平行進化のモデルと言える。
近年の研究で、イギリスにおける黒色個体（f.carboniana）を生み出す対立遺伝子は、17番染色体のcortex遺伝子の最初のイントロンに生じた転移因子の挿入によって突然変異として生じたことが示唆されている。

## 「鳥による捕食率の差」仮説の検証

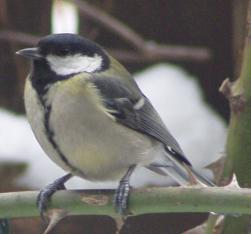
食虫性の鳥、シジュウカラ

### 遺伝学
遺伝学においては、進化の定義の一つは「遺伝子プールにおける対立遺伝子の頻度の変化」であり、 世代交代を経ることで、遺伝的に受け継いだ個体群の特徴に、変化が起きることである。集団遺伝学からは、遺伝子頻度の変化が起きなければ進化が起きないことがわかる。それぞれの遺伝子頻度をpとqで表し、たとえばp=0.6でq=0.4とする。そして個体群サイズが200から100まで減った場合でも、両者が同じだけ捕食されたとすると遺伝子頻度はp=0.6、q=0.4のままである。遺伝子頻度の変化を引き起こす要因としては、自然選択、突然変異、他地域からの移住、遺伝的浮動が挙げられる。その中でも特に注目されるのが自然選択と遺伝的浮動の二つである。自然選択は、個体が持つ遺伝する特徴ごとに生き延び繁殖に成功する可能性が異なる場合におきる。遺伝的浮動ではランダムサンプリング効果の蓄積によって対立遺伝子の頻度が変動する。
1924年にJ・B・S・ホールデンは単純な一般選択モデル（general selection model）を用いて、観察されたようなオオシモフリエダシャクの進化に必要な選択上の有利さを計算した。彼は1848年に暗色個体の割合が2%で、1895年には95%になったと仮定し、その結果、暗色個体は明るい個体の1.5倍の有利さ（選択係数0.3以上）を持っていたことがわかった。モデルの問題を考慮しても、変化の速度があまりに速かったため、遺伝的浮動の可能性は合理的に除外された。オオシモフリエダシャクで観察された変動の重大さを説明できるのは自然選択だけである。
なお、オオシモフリエダシャクでは黒色個体を生み出す対立遺伝子が顕性であり、黒色表現型の個体の遺伝子型はホモ接合およびヘテロ接合、白色表現型の個体の遺伝子型はホモ接合のみとなるが、このことは個体群の暗化がなぜそれほど急激に起きたかを説明する助けとなる。

### ケトルウェルの実験
オオシモフリエダシャクの実験でもっとも有名なのは、E.B.フォードの指導下で行われたバーナード・ケトルウェルのものである。フォードはナフィールド基金から実験のための資金援助を受けるのに協力した。ケトルウェルの実験のうちの一つでは、オオシモフリエダシャクは大きな鳥小屋（18m×6m）の中に放たれ、シジュウカラについばまれた。 1953年にバーミンガムのCadbury Nature Reserveで行われた実験では、エダシャクはマーキングされて放たれ、その後再捕獲された。彼はこの汚染された森で淡色型個体が優先的に捕食されていることに気づいた。このようにケトルウェルは汚染された生息地では、暗化型であることが生き残りに重要であることを示した。1955年にはドーセット州の汚染されていない森で、それから再びバーミンガムの汚染林で、同様の実験を繰り返した。またニコ・ティンバーゲンを伴って実験を行い、共同でフィルムを撮った。他の研究者の調査でも同様の結果が明らかとなり、1996年にはヨーロッパと北アメリカで暗化個体の頻度と汚染レベルの間の相関関係が見つかった。

### ケトルウェルの実験に対する批判
マサチューセッツ大学アマースト校の動物学教授であったセオドア・デビッド・サージェントは自身の研究（ただし、オオシモフリエダシャクではない蛾）に基づいてケトルウェルの研究成果に異議を唱えたが、オオシモフリエダシャクの研究者は異議に納得していない。
ケンブリッジ大学遺伝学科の遺伝学者マイケル・マジェラスは1998年の著書で、ケトルウェルの実験手法に対する批判について扱った。マジェラス自身は、この著書の第二節のはじめで、ケトルウェルの最初の捕食論文以来、蓄積された膨大なデータは、そこから導かれる基本的推論を損なうものではないと強調した上で、工業汚染による環境の影響が引き起こす差別的捕食の影響の違いは「オオシモフリエダシャクの工業暗化の主要な要素である」と述べた。生物学者ジェリー・コインは、この本をネイチャー誌上でレビューした際、マジェラスの意見とは反対に、ケトウェルの古典的な研究手法に疑問を呈し、オオシモフリエダシャクの工業暗化について「明らかに進化の実例ではあるが、自然選択の好例としてはオオシモフリエダシャクは忘れなければならない。学校で教えるのにもっと適切な研究は他にたくさんある。」と述べ、オオシモフリエダシャクの行動に関して、より詳しい研究が必要だと結論した。ただし、コインはこのレビューにおいて「マジェラスは、もっとも深刻な問題はオオシモフリエダシャクがおそらく木の幹で休まないこと―40年以上の観察で木の幹の上にはオオシモフリエダシャクが二個体しか見つからなかったこと―だと記録した」と述べているが、この本ではマジェラスが自然状態で休息場所を確認したオオシモフリエダシャク47匹のうち、12匹が木の幹の上におり（6匹はむき出しで、6匹は隠れて）、20匹は枝の付け根に、15匹は枝に止まっていたと記されていたことから、マジェラス本人や昆虫学者ドナルド・フラックから誤読・誤解を示唆されている。
なお、実際にはコインは、オオシモフリエダシャクの工業暗化が自然選択による進化であることは疑っておらず、その自然選択の正体が鳥による捕食だと結論するには不足だと考えていただけであるが、コインのレビューはジャーナリストや創造論者に取り上げられた際に、オオシモフリエダシャクの工業暗化が自然選択による進化であることを丸ごと否定したかのように受け取られ、ケトルウェルが科学的な不正を行ったという根拠のない告発につながっていくことになる。

### マジェラスの実験
マイケル・マジェラス]は、ケトルウェルの実験手法に対するさまざまな科学的に正当な批判を解決するために、より精巧な実験を2000年に設計し、2001年からから2007年にかけて実施した。
このマジェラスの新たな実験は、ケトルウェルの実験に関して「蛾の密度が高くなりすぎたのではないか」「昼間に放たれた蛾はうまく隠れ場所を見つけられなかったのではないか」「捕獲された野生の蛾と、研究室育ちの蛾で行動が異なるのではないか」「他の地域から連れてこられた蛾は、本来と異なる行動をとるのではないか」といった疑問に答えるため、より厳密にデザインされた。
2001年から2007年にかけてケンブリッジで行われた研究において、マジェラスは蛾が自然に止まる位置を記録した。実験に使われた135匹の蛾の半分以上が枝に止まり、そのほとんどは枝の下部で、35%が木の幹でほとんどが北側に、13%が小枝の上下に止まった。
ジュディス・フーパーとのやりとりの後、マジェラスはコウモリによる捕食が結果に影響を与えたかどうかを調べる実験を追加した。コウモリは視覚ではなくエコーロケーションによってエサを追いかける。そしてコウモリはどちらの色の蛾も等しく捕食することがわかった。マジェラスはまた蛾を食べている鳥の数種を観察し、これらのデータ全体から、彼は鳥の差別的な捕食がケンブリッジの調査期間における暗化個体の相対的な頻度低下の主要因であると結論した。マジェラスは彼の実験結果がタットとケトルウェルの結論を完全に支持すると述べた。そして「オオシモフリエダシャクの増減がもっとも視覚的にインパクトがあり、進行中のダーウィン的進化を簡単に理解できる例なら、教えられるべきだ。結局のところ進化の証拠を提示している」と述べた。
実験は最終的に2007年にかけて実施された。マジェラスの死後、この研究結果はイギリスとアメリカの遺伝学者によって解析され、2012年に論文として発表された。論文ではこの蛾の暗化が鳥の捕食とカモフラージュを通じた自然選択の適切な実例であることが示され、オオシモフリエダシャクの工業暗化の検証に関して科学的に正当な批判については解消された。ケトルウェルの実験について批判していた進化遺伝学者のジェリー・コインもまた、この論文はかつてのコインの批判に答えており、この結論に同意すると述べている。

## 小進化
オオシモフリエダシャクのストーリーは小進化を示しており、種分化や大進化を示しているわけではない。自然選択によって小進化（急速で明らかに適応的な種内の変化）が起こることの証拠である。そして現代進化生物学者は小進化と大進化の境界はないと考えており、どちらにも同じメカニズムが働いていると考えている 。

## 創造論・インテリジェントデザインとの関係
進化の事例としてのオオシモフリエダシャクは反進化論者（創造論者やインテリジェント・デザイン支持者など）が好んで取り上げ、進化論を否定しようとする題材の一つである。
反進化論者がオオシモフリエダシャクを気に掛ける理由として、マイケル・マジェラスは「オオシモフリエダシャクのストーリーは理解しやすい。それが反進化論者がオオシモフリエダシャクのストーリーをロビー攻撃する理由だ。彼らは、多くの人が理解できてしまうだろうということを恐れている」と考察している。
米国の機関「National Center for Science Education」の元広報プロジェクトディレクターであるニック・マツケもまた、オオシモフリエダシャクの事例における、自然選択によってもたらされた変化の急速さと明らかな適応的有利さは反進化論者を不快にさせていると述べた上で、そのことが、彼らがわずかな論争を嗅ぎつけたときに不釣り合いに大騒ぎする結果を導いたと考察している。
ジェリー・コインは、ケトルウェルの実験を、鳥による捕食だと結論するには不足だとして批判したが、オオシモフリエダシャクの工業暗化が自然選択による進化であることは疑いがないと考えており、米国の創造論者が（コインのレビューを引用して）オオシモフリエダシャク（のケトルウェルの実験）の問題を進化論そのものの反駁として売り込んだことを問題視した。
オオシモフリエダシャクへの批判は、進化論そのものを学校教育から排除する材料として使われることもある（参考：進化論裁判）。2000年11月28日、アメリカ・カンザス州プラット郡の教育委員会は、ジョナサン・ウェルズほかインテリジェント・デザイン支持者による「Of Pandas and People」（この本の中でオオシモフリエダシャクにおけるケトルウェルの実験は詐欺的で演出されていると書かれている）のような、インテリジェント・デザイン支持者から推奨される代替教材（進化を否定する）を使うよう要求することを採択した 。コインとグラントはそれぞれ、プラット・トリビューン誌に対して、オオシモフリエダシャクの実験を擁護し、ウェルズの記載の不誠実さや不正確さを指摘するレターを投稿した 。

## 批判

### 批判の例（個別の現象について）

#### オオシモフリエダシャクの写真は幹に接着されていたものだから実験は詐欺である
多くの教科書で用いられている、幹に張り付いたオオシモエダシャクの写真は準備されたものである（死んだ蛾を並べて幹にピン留めしてある）。このことは、「研究すべてが演出されている」という考えと結びつけられた。インテリジェントデザインの指導者フィリップ・E・ジョンソンが、「くさび戦略」を提案したセミナーで、またインテリジェントデザイン支持者ジョナサン・ウェルズが著書進化のイコンの中で、それぞれこうした主張を展開した。
しかしこれらの主張は誤解に基づいたものである。個々の要素を調べるための多くの異なる実験のうちの一つでは、死んだ蛾が木に貼り付けられたものもあったが、その実験は「鳥による捕食率の差」仮説が正しいかどうかを確認するためのものではなく、蛾の密度が鳥の採餌行動にどのような影響が与えるかを調べたものである。「鳥による捕食率の差」仮説自体が正しいとされた根拠は、演出された写真ではなく観察されたデータである。また、小さくて素早い動物をイメージ通りに撮影することは困難であり、教科書の写真では死んだ昆虫が用いられることが多い。教科書におけるオオシモフリエダシャクの写真も見やすさのためであり、研究の結論を導くためのものではない。さらに、マイケル・マジェラスの本の写真は自然の中の生きている蛾が使われており、演出されていない。その写真は教科書の「演出された」写真と同じように見える 。

#### オオシモフリエダシャクは幹に止まらないので幹に止まるという仮定に基づいた実験は無効である
生物学者ジェリー・コインによる、マイケル・マジェラスの著書のレビューの中で、コインは「マジェラスは、もっとも深刻な問題はオオシモフリエダシャクがおそらく木の幹で休まないこと―40年以上の観察で木の幹の上にはオオシモフリエダシャクが二個体しか見つからなかったこと―だと記録した」と述べた。このことはジャーナリストのロバート・マシューズも1999年3月のサンデーテレグラフの記事で引用している。インテリジェントデザインの指導者フィリップ・E・ジョンソンは「くさび戦略」を提案したセミナーの中でそのレビューを取り上げ、インテリジェントデザイン支持者ジョナサン・ウェルズもまた著書の中で繰り返しこの主張を展開した。
これらは単純に事実と異なる。実際にはマジェラスの著書には、マジェラスが自然状態で休息場所を確認したオオシモフリエダシャク47匹のうち、12匹が木の幹の上におり（6匹はむき出しで、6匹は隠れて）、20匹は枝の付け根に、15匹は枝に止まっていたと記されていた。また、2001年から2007年にかけて改めてケンブリッジで行われた研究においても、35％が幹に止まったことが確認されている。
なお、昆虫学者ドナルド・フラックとのやり取りにおいて、ジョナサン・ウェルズは上述の著書の中でマジェラスが6匹がむき出しの木の幹に止まったと記録していることを認めたが「数万匹の蛾の中で6匹は取るに足りない割合だ」と主張した。これに対してフラックはウェルズが野生で観察された47匹とライトトラップにかかった数万匹を混同していることを指摘したうえで「観察にもとづけば、蛾の真実の休息場所はライトトラップの下のトレイだということになる」と皮肉っている。

### 記事・著書等

#### ロバート・マシューズによるサンデーテレグラフの記事（1999年3月）
サンデーテレグラフの1999年3月の記事はコインのレビューに基づいて、オオシモフリエダシャクの実験は科学的な誤りに基づいており今や価値がなくなったと報じた。
本の著者でありマシューズの取材も受けたマジェラスは、この認識が間違いであることを示唆し、またマシューズの記事には科学的な誤り、誤引用、不正確な表現が多いことを指摘しつつ、しかしサイエンスに関する報道の多くはそういうものだと述べた。そのうえで、ネイチャーのブックレビューはそうあるべきではないと述べ、暗にコインのレビューに誤りがあることを示唆した。

#### ジョナサン・ウェルズによるザ・サイエンティスト誌の記事（1999年5月）
ザ・サイエンティスト誌に掲載された記事の中で、ジョナサン・ウェルズは「C.A.クラークと同僚は25年間のフィールドワークで木の幹に止まっているオオシモフリエダシャクを発見したのはたった一匹だけだった」と書き、「オオシモフリエダシャクが通常木の幹に止まらないという事実はケトルウェルの実験を反証する」と結論した。

#### ジョナサン・ウェルズによる「進化のイコン」（2000年）
ウェルズはこの中で「教科書が説明しないのは、1980年代以来、生物学者はこの古典的な物語には深刻な欠陥があると気づいていたということだ。もっとも深刻なのは自然のオオシモフリエダシャクは木の幹に止まることすらないということだ。教科書の写真は結局のところ、演出されていた」と述べた。

#### ジュディス・フーパーによる「Of moths and Man」（2002年）
フーパーは、ケトルウェルが仮説に合致するようデータを改竄し科学的不正を行ったと主張した。
マジェラスの本のレビューにおいてケトルウェルの実験について批判したコインは、この本でもレビューを書き、オオシモフリエダシャクの工業暗化が自然選択による進化であることを強調し、その自然選択の正体が鳥による捕食だと結論するには不足だと考えていただけであるという立場を改めて表明した上で、フーパ―を「薄っぺらな陰謀説を提出している」と評した。またマジェラスはこの本を「エラー、不正な表現、誤解、嘘だらけ」と表現した。物理学者であるマット・ヤングは、ケトルウェルの実験データを数学的に解析し、データが不自然だから詐欺であるというフーパ―の主張の根拠を突き崩した。哲学者で科学教育者のデイビッド. W. ラッジは、ケトルウェルの実験を批判的に分析し、フーパーの告発が不当なものであり「フーパーはこの重大な告発を支持する証拠を一つも示していない」と結論した。